# It's No Secret
»It's No Secret« je pop balada, ki jo je napisala angleška skupina tekstopiscev, Stock, Aitken in Waterman, za debitantski glasbeni album avstralske pevke Kylie Minogue, Kylie (1988). Pesem je skupina Stock, Aitken in Waterman tudi producirala, glasbeni kritiki pa so ji ob izidu namenili mešane ocene. Pesem je pozimi leta 1988 izšla kot peti singl z albuma in zasedla četrto mesto na Japonskem ter eno izmed prvih štirideset mest na ameriški glasbeni lestvici.

## Ozadje
Pesem »It's No Secret« so nameravali izdati povsod po svetu, a so jo nazadnje nadomestili s singlom »Hand on Your Heart«, izdanim leta 1989. Fotografijo iz posnetka, ki so ga nameravali izdati kot videospot pesmi »It's No Secret«, so uporabili za naslovnico pesmi »Hand on Your Heart«, pesem samo pa so leta 1989 izdali kot B-stran singla »Wouldn't Change a Thing«.
Kylie Minogue je pesem »It's No Secret« promovirala z nastopi na televiziji, na primer v britanski televizijski oddaji Live at the Hippodrome in ameriških oddajah The Arsenio Hall Show in Club MTV.

## Dosežki na lestvicah
Pesem »It's No Secret« komercialno ni bila najbolj uspešna. Debitirala je na sedeminštiridesetem mestu novozelandske glasbene lestvice, kjer je ostala samo en teden. Poleg tega je zasedla sedemintrideseto mesto na lestvici Billboard Hot 100 in četrto mesto na japonski lestvici.

## Videospot
Videospot za pesem »It's No Secret« so posneli v Port Douglasu, Queensland. Prične se s Kylie Minogue, ki stoji za kuhinjsko mizo, zraven nje pa stoji njen fant, ki jo prosi za denar. Kasneje ga zaloti na zmenku z drugim dekletom. Nato se pojavi v prizoru, v katerem odide z vlaka in se v majici brez naramnic ter kavbojkah izgubi med množico. V naslednjem prizoru je nastanjena v neki hišici ob plaži in poje ob fotografiji svojega bivšega fanta; v naslednjih prizorih sedi zraven slapa, oblečena v večerno obleko - te prizore so posneli v hotelu Mirage v Port Douglasu - in nazadnje še na plaži.

## Seznam verzij
Severnoameriška kaseta s singlom
1. »It's No Secret« – 3:55
2. »Made in Heaven« – 3:24

Severnoameriška gramofonska plošča s singlom
1. »It's No Secret« (razširjena različica) – 5:46
2. »Made in Heaven« (remix glasbene skupine Maid in England) – 6:20

Japonska različica singla
1. »It's No Secret« – 3:55
2. »Made in Heaven« – 3:24

Japonski CD s singlom
1. »It's No Secret« – 3:55
2. »Look My Way« – 3:35

Japonska gramofonska plošča s singlom
1. »It's No Secret (razširjena različica) – 5:46
2. »The Loco-Motion« (Sankiejev remix - razširjena različica) – 6:55

Novozelandska gramofonska plošča s singlom
1. »It's No Secret« – 3:55
2. »It's No Secret« (inštrumentalno) – 3:55

Avstralska gramofonska plošča s singlom
1. »It's No Secret« (razširjena različica) – 5:46
2. »It's No Secret« (inštrumentalno) – 3:55

## Dosežki
| Lestvica (1988)                             | Dosežek |
| ------------------------------------------- | ------- |
| Nova Zelandija (RIANZ)                      | 47      |
| Japonska (Oricon)                           | 4       |
| Združene države Amerike (Billboard Hot 100) | 37      |